# The Piper (песня ABBA)
«The Piper» — песня шведской группы ABBA из альбома Super Trouper. Запись окончательной версии трека состоялась 9 апреля 1980 года. Во время первых сессий, происходивших 6 февраля, композиция носила такие названия, как «Ten Tin Soldiers», «Sherwood», «Äntligen krig». Авторы слов и музыки — Бенни Андерссон и Бьорн Ульвеус, ведущий вокал принадлежит Агнете Фельтског и Анни-Фрид Лингстад.

## История создания
«The Piper» выделяется в ряду композиций группы, став одной из первых, где содержится отсылка на легендарные события. Сюжет песни в некоторой степени основан на известной истории о гамельнском дудочнике (отсюда и название, «piper» — англ. волынщик, дудочник). Согласно ей, музыкант, обманутый магистратом города Гамельна, отказавшимся выплатить вознаграждение за избавление города от крыс, с помощью волшебной флейты (вариант — дудочки) увёл за собой городских детей, сгинувших затем безвозвратно. Подобные корни песни отчасти подтверждаются наличием в записи таких инструментов, как барабаны и флейта, использованием многоголосного пения, что стилизует звучание композиции под средневековую эпоху.
Одной из других трактовок истории создания композиции является отсылка к событиям XX века, в частности — фашистскому движению, породившему ужасы Второй мировой войны, и текст песни отражает боязнь его второго рождения. Карл Магнус Пальм, официальный биограф группы, пишет в своей книге «Яркий свет, чёрные тени»:

Одной из тем лирики, новыми для ABBA, стала боязнь возрождения фашизма, что проявилось в имеющей средневековое звучание композиции «The Piper». Вдохновением стал один из персонажей романа Стивена Кинга «Противостояние» (1978) — харизматический лидер, похожий на Адольфа Гитлера. «Смысл песни — в опасениях о том, что однажды людям снова потребуется такой лидер», — объяснил Бьорн.
Оригинальный текст (англ.)Other lyrical subjects new to ABBA included that of fascist threats, as introduced on the medieval-sounding 'The Piper'. The words were inspired by one of the main characters in Stephen King’s 1978 novel The Stand, a charismatic leader in the Adolf Hitler mould. «The lyrics deal with the fear that there will come a time when people will want such a leader again», Björn explained.
— Карл Магнус Пальм. «Яркий свет, чёрные тени».
«The Piper» также примечательна тем, что это единственная песня ABBA, где часть припева — на латинском языке (sub luna saltamus).

## Релиз
Песня была впервые выпущена в альбоме «Super Trouper» 3 ноября 1980 года; она стала восьмым по порядку, или третьим на стороне «Б», треком. Вместе с тем композиция неоднократно выходила как сингл в продолжение 1980—1981 годов, однако лишь на второй стороне. Сторонами «А» последовательно становились «On and On and On» (США, Япония, Аргентина, Франция и Австралия), «Super Trouper» (разные страны), «Andante, Andante» (Аргентина, Сальвадор и некоторые другие).